# 勒班陀战役寓意画
《勒班陀战役寓意画》（Allegoria della battaglia di Lepanto）是意大利画家保罗·委罗内塞的一幅布面油画，绘制于1572-1573 年，, 现藏于威尼斯学院美术馆，原在威尼斯穆拉诺岛的圣伯多禄致命堂的玫瑰圣母祭台。
这幅关于勒班陀战役的作品分成上下两部分。上半部分描绘亚得里亚圣母，与圣徒，和天使，聚集祈祷唱诗，向奥斯曼帝国的船只投掷闪电。画面下部描绘海战现场，船只被来自上方天空的光线照亮，表明冲突的结果是由超凡力量决定。